# Alessandra Fratoni
Pour les articles homonymes, voir Fratoni.
Alessandra Teixeira Lima Fratoni est une ancienne joueuse de volley-ball brésilienne née le 30 décembre 1981 à São Paulo. Elle mesure 1,83 m et jouait au poste de réceptionneuse-attaquante. 

## Clubs
| Club                            | De        | À         |
| ------------------------------- | --------- | --------- |
| Esporte Clube Pinheiros         | 1998-1999 | 1999-2000 |
| São Caetano                     | 2000-2001 | 2001-2002 |
| Sociedade Esportiva Bandeirante | 2002-2003 | 2002-2003 |
| Volley Airone Tortolì           | 2003-2004 | 2003-2004 |
| Volley Club Padova              | 2004-2005 | 2004-2005 |
| Pallavolo Civitanova Marche     | 2005-2006 | 2005-2006 |
| New Team Volley Castelfidardo   | 2006-2007 | 2006-2007 |
| Volley Club Milano              | 2007-2008 | 2007-2008 |
| Pallavolo Volta                 | 2008-2009 | 2008-2009 |
| Verona Volley Femminile         | 2009-2010 | 2009-2010 |
| Crema Volley                    | 2010-2011 | 2010-2011 |
| VK Bakı                         | 2011-2012 | 2011-2012 |

## Palmarès
- Challenge Cup
  - Finaliste : 2012